# Еурос
Еурос (лат. Euros) је син титана Астреја и богиње праскозорја Еос, бог источног ветра.

## Митологија
Родитељи Еуроса су били титан Астреј и богиња праскозорја и јутарњег руменила неба, Еос.
Еурос је био веома буран и доносио је са собом кишу, а људима је био пријатнији неголи његова браћа Бореј и Нотос. Његовим именом се, поред источног ветра назива и источна страна света, а понекад и југоисточни ветар.
У неким текстовима код Хесиода уместо имена Еурос, назива се Аргест.
Најпознатији приказ Еуроса је на кули ветрова у Атини, на источној страни куле, где је приказан као брадат мушкарац огрнут плаштом.